# 中华学艺社
31°12′57″N 121°28′16″E / 31.215728°N 121.47116°E
中华学艺社，是中华民国时期的一个学术社团。现存有中华学艺社旧址，位于中国上海市黄浦区绍兴路7号，为黄浦区文物保护单位。

## 历史
中华学艺社前身是1916年12月3日成立于东京的丙辰学社，社团以“研究真理、昌明学艺、交换智识、促进文化”为宗旨，发起人有陈启修、周昌寿、王兆榮、吴永权、傅式说、郑贞文等47人。1917年，创刊《学艺》。1918年5月后，社务处于停顿。1920年社员大多回到中国，决定复兴社务，改版《学艺》，在上海设立总社所。1930年1月，购爱麦虞限路45号（今绍兴路7号）地建社所，1932年5月落成（即现在的中华学艺社旧址）。后来社务发展，相继设立驻上海、北京、日本、欧洲干事。中华学艺社曾在上海办过学艺大学，在南京办过学艺中学。
1923年6月，社员改组为中华学艺社，仍以上海为总社址。1935年1月，何炳松被选为中华学艺社理事长。一二八事变中，《学艺》杂志、“学艺丛书”、“文艺丛书”、“学艺汇刊”等随商务印书馆等遭到侵华日军摧毁。抗日战争期间，社务几乎停顿，社员并未能在政府登记中重新注册，实际上宣告解散。1944年，社员在中华民国社会部登记备案，宣告重庆总社成立。抗日战争结束后，复员至上海重建。国共第二次内战爆发后，中华学艺社在上海战役结束后不久解散。
2008年6月12日，中华学艺社旧址登录为卢湾区文物保护单位（后卢湾区并入黄浦区）。

## 刊物
中华学艺社负责制定《学艺》、《学艺汇刊》、《学艺月刊》、《中华学艺社报》等定期刊物外，还编印过《学艺论文集》、《学艺丛书》、《义艺丛书》、《学艺义库》、《中华学艺丛书》、《中华学艺社丛书》、《学艺小丛书》等十几种丛书。